# Achias hapsis
Achias hapsis är en tvåvingeart som beskrevs av Mcalpine 1994. Achias hapsis ingår i släktet Achias och familjen bredmunsflugor. Inga underarter finns listade i Catalogue of Life.